# Bandung Agung (Pagar Gunung)
Bandung Agung is een bestuurslaag in het regentschap Lahat van de provincie Zuid-Sumatra, Indonesië. Bandung Agung telt 585 inwoners (volkstelling 2010).